# Loïc Dachary
Loïc Dachary (Suresnes, 1965) è un informatico francese, pioniere del Progetto GNU e attivo nello sviluppo del software libero dal 1987.

## Biografia
Sviluppatore del primo motore di ricerca francese, chiamato Ecila ed attivo tra il 1995 ed il 2001, Dachary è cofondatore della FSF Europe e della FSF France, di cui è attualmente presidente.
Interviene a nome del Progetto GNU e dell'associazione francese April, di cui è membro onorario, ed è attivo a sostegno della libertà e della cooperazione nella comunità del software libero.